# Roderick Chisholm
Roderick M. Chisholm (Massachusetts, 27 de novembro de 1916 — Providence, Rhode Island, 19 de janeiro de 1999) foi um filósofo norte-americano.